# フィッシャーエステル合成反応
フィッシャーエステル合成反応（フィッシャーエステルごうせいはんのう、英: Fischer esterification）あるいはフィッシャー・シュパイアーエステル合成反応（英: Fischer–Speier esterification）とは、有機化学における化学反応のひとつで、酸触媒を用いたカルボン酸エステルの合成法である。1895年にエミール・フィッシャーとアルトゥル・シュパイアーによって報告された。

## 機構
カルボン酸とアルコールに酸を作用させると、上図の反応経路を経てエステルが得られる。まず、カルボン酸のカルボニル酸素がプロトン化を受けて分極が強まることで、アルコールの求核攻撃が起こりやすくなる。反応中間体のオルト酸ヘミエステル（上図中、左から3番目）のヒドロキシ基酸素がプロトン化を受け、続いて水分子が脱離してエステルが生成する。これら一連の反応の形式は付加脱離反応に分類される。

## 補足
フィッシャーエステル合成反応の過程はすべて可逆反応で構成されているため、基本的には逆反応にあたる加水分解も並行して存在する。そのため、単に基質のみを等モル量混合しただけでは、平衡状態に陥りエステル化が完結しない。したがって、収率を改善するには
1. アルコール成分を過剰量用いる（アルコール成分を反応溶媒とする場合もある）。
2. 濃硫酸の脱水作用を利用したり、ディーン・スターク装置などで、生成する水を反応系外に除去する。

などの工夫が必要である。
また、第三級アルコールの場合、立体障害により反応中間体のオルト酸ヘミエステルが形成しにくかったり、第三級アルコールがプロトン化してオレフィン化する副反応が存在する。
以上のことから、フィッシャーエステル合成反応は、入手しやすい低分子量の第一級ないしは第二級アルコールのエステルを合成する場合に利用される。